# Nanbu Shigenao
Nanbu Shigenao est un nom japonais traditionnel ; le nom de famille (ou le nom d'école), Nanbu, précède donc le prénom (ou le nom d'artiste).
Nanbu Shigenao (南部重直, 1606-1664) est un daimyo de l'époque d'Edo de l'histoire du Japon, chef du clan Nanbu et le deuxième seigneur du domaine de Morioka. Né à Edo, il est le 3e fils de Nanbu Toshinao. Sous sa gouvernement, la construction du château de Morioka a été achevée.

## Source de la traduction
- (en) Cet article est partiellement ou en totalité issu de l’article de Wikipédia en anglais intitulé « Nanbu Shigenao » (voir la liste des auteurs).